# Catedral de Nimes
Catedral de Nîmes, oficialmente chamada de Catedral de Nossa Senhora e São Castor de Nîmes (Cathédrale Notre-Dame-et-Saint-Castor de Nîmes), é uma catedral católica romana em Nîmes dedicada a Virgem Maria e ao padroeiro da cidade, Castor de Apt.
Foi a sé dos bispos de Nîmes até 1877, quando o nome da diocese foi alterado e é ainda a sé de seus sucessores, os bispos de Nîmes, Uzès e Alès.
Acredita-se que o edifício tenha sido construído no local do antigo templo de Augusto. Sua arquitetura é parte românica e parte gótica.

## Galeria

Imagens da igreja
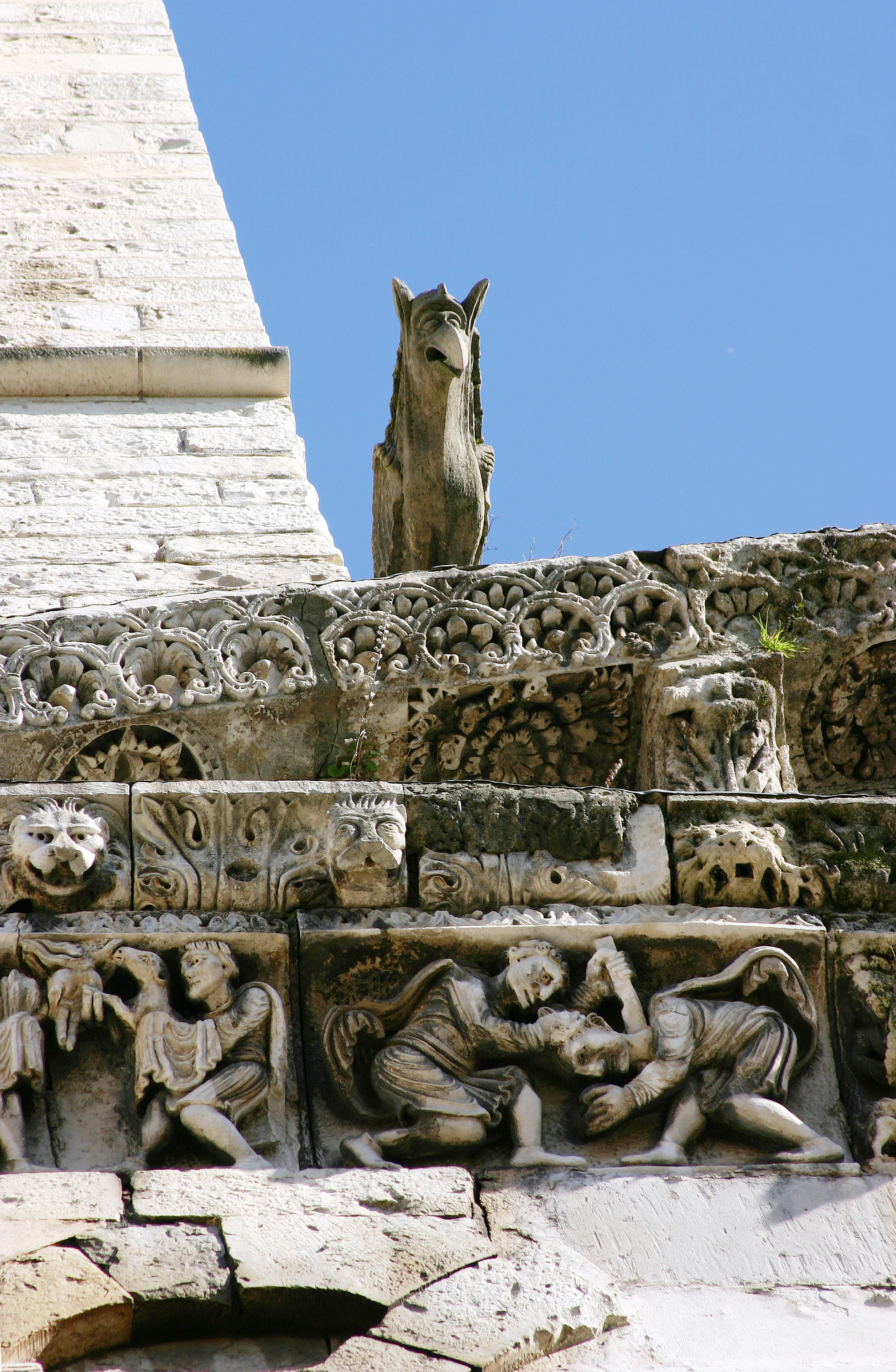
Friso externo
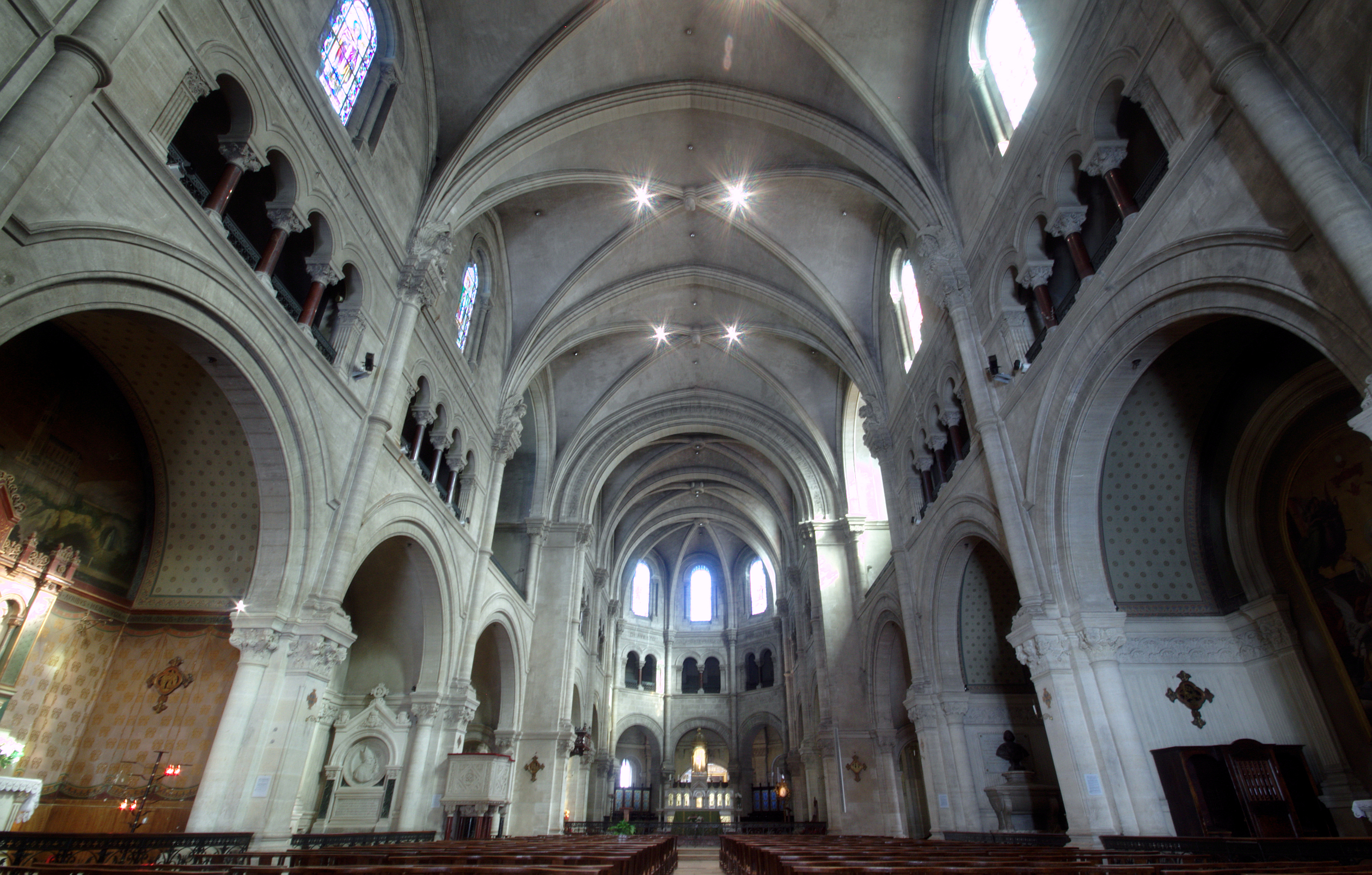
Visão geral do interior
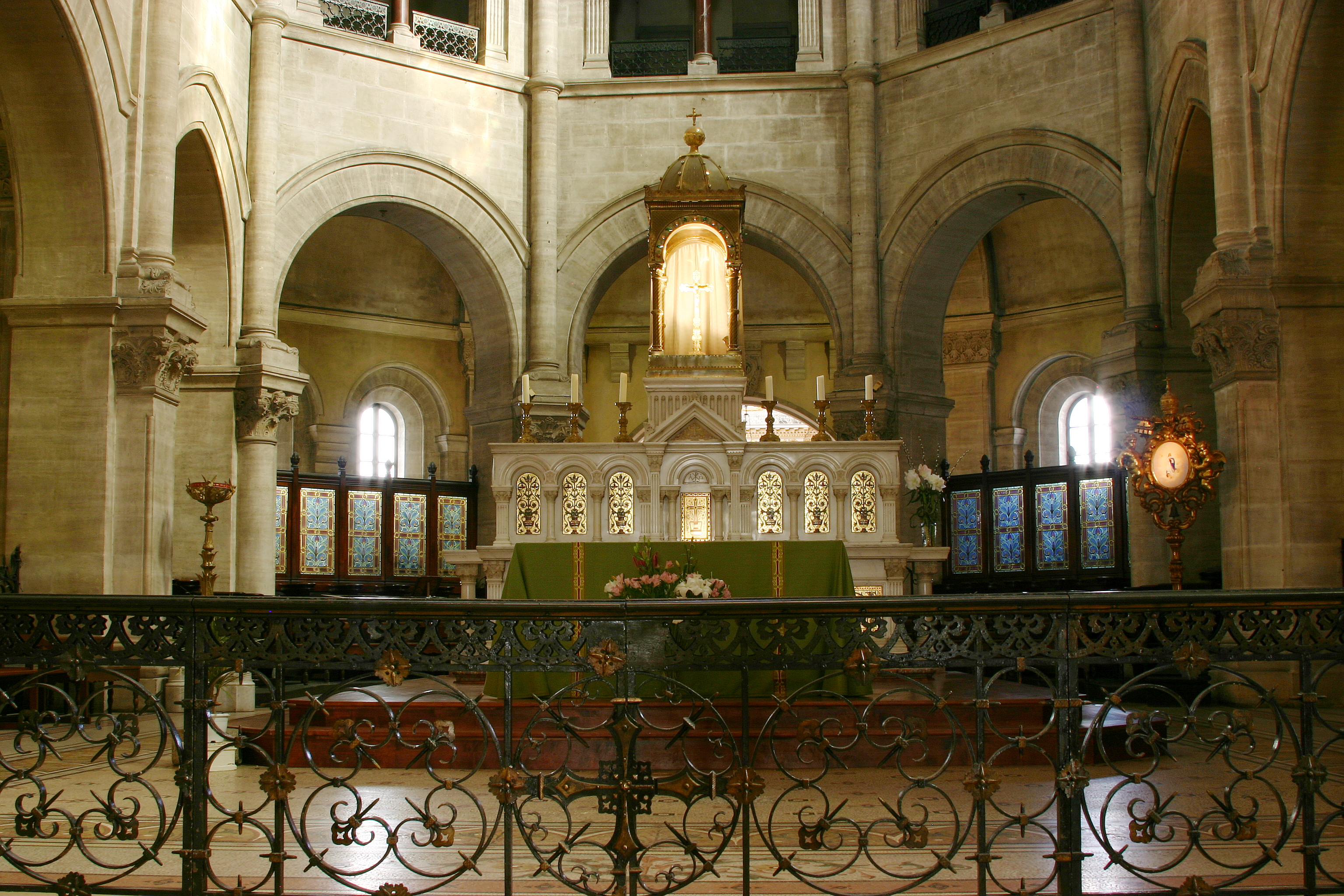
Altar-mor
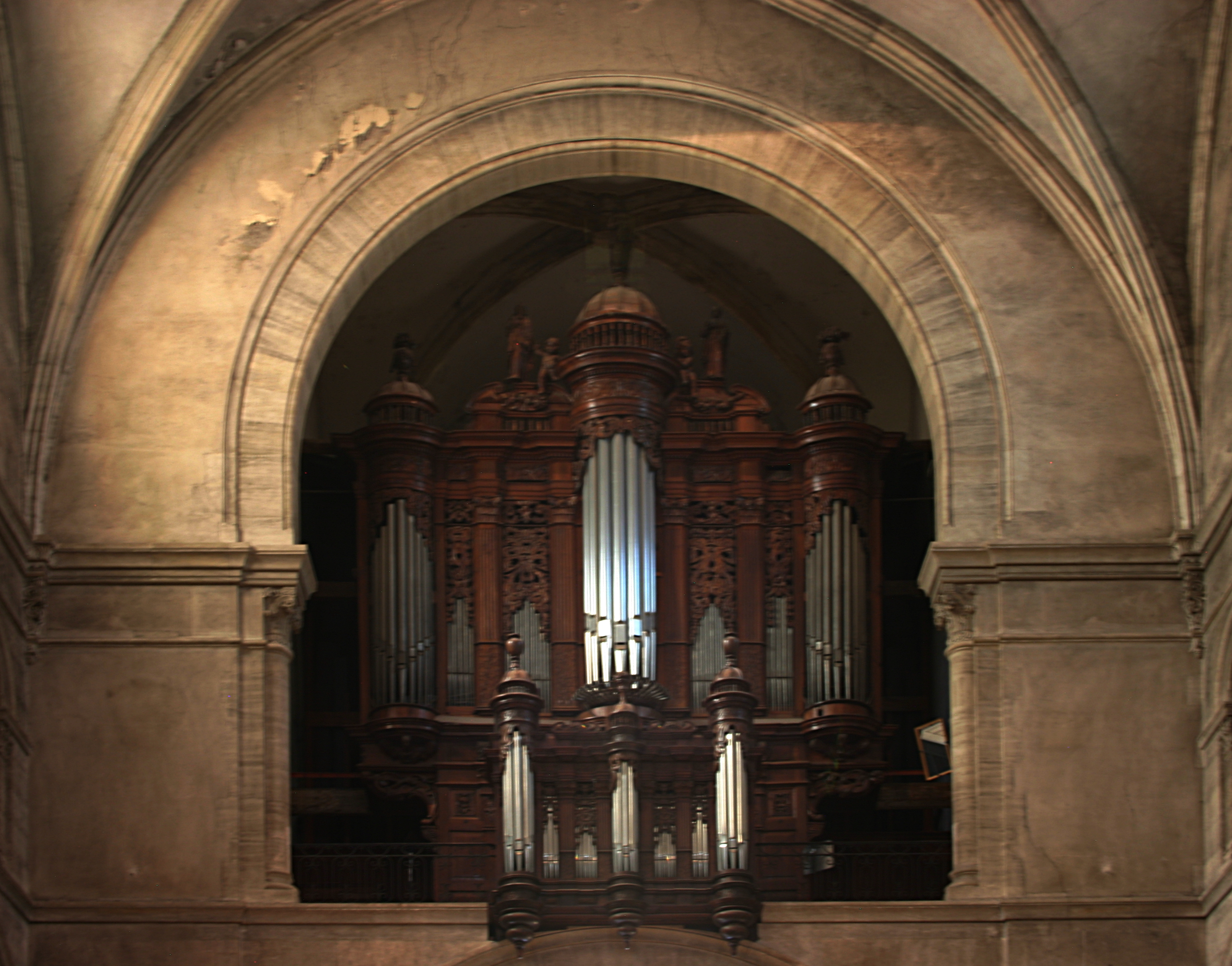
Órgão

## Referência
- «Diocese of Nîmes» (em inglês). Catholic Hierarchy